# Větrnice
Větrnice (Anemonastrum) je rod rostlin z čeledi pryskyřníkovitých (Ranunculaceae).

## Taxonomie
Pojetí rodu Anemone se u jednotlivých autorů dosti lišilo. Existuje nejširší pojetí, kdy nejsou uznávány rody jaterník (Hepatica) a koniklec (Pulsatilla) a zástupci jsou pak řazeny do rodu Anemone. Toto pojetí zastává např. Flóra Severní Ameriky. Jiní rody Hepatica a Pulsatilla uznávají, např. Flóra Číny nebo většina recentních středoevropských autorů. Existuje ale ještě užší pojetí, které užíval třeba Dostál (1989) nebo Květena ČR, kde kromě toho z rodu Anemone vyjímá další menší rody Anemonoides a Anemonastrum. Kubát 2002 rody Anemonastrum a Anemonoides neuznává, ale rody Hepatica a Pulsatilla ano. V nejnovější době středoevropští autoři uznávají rody Hepatica a Pulsatilla, rod Anemonoides neuznávají a druhy řadí pod Anemone, zato se však vrací k samostatnému rodu Anemonastrum (česky větrnice), což je ze středoevropských druhů pouze větrnice narcisokvětá (sasanka narcisokvětá alias Anemone narcissiflora).

## Popis
Jedná se o vytrvalé byliny s čupřinatým oddenkem. Lodyhy jsou většinou chlupaté. Přízemní listy jsou v přízemní růžici, jsou dlouze řapíkaté, jsou zpravidla dlanitě složené, řidčeji jen hluboce členěné. Květy jsou v nejčastěji v okolíku po několika, okolík je na bázi podepřen přisedlými listeny, které jsou členěné podobně jako listy. Květy jsou většinou bílé. Okvětní lístky jsou většinou bílé. Jedná se ale ve skutečnosti po petalizované (napodobující korunu) kališní lístky, kdy korunní lístky chybí. Tyčinek je mnoho. Opylení probíhá pomocí hmyzu (entomogamie). Gyneceum je apokarpní, pestíků je mnoho. Plodem je nažka, která je lysá, křídlatá, zakončená krátkým zobánkem. Masíčko na bázi chybí.

## Rozšíření
Je známo asi 25 druhů, záleží ovšem na taxonomii, které jsou rozšířeny v horách severní polokoule.